# Epaminondas Thomopoulos
Epaminondas Thomopoulos (griechisch Επαμεινώνδας Θωμόπουλος; * 1878 in Patra; † 4. Januar 1976 in Athen) war ein griechischer Maler und Hochschulprofessor.
Thomopoulos studierte Malerei in Italien. Er war einer der frühen griechischen Impressionisten. Lange Jahre war Thomopoulos Professor an der Hochschule der Bildenden Künste Athen und von 1948 bis 1949 deren Direktor. Zuvor war er im Jahre 1945 in die Akademie von Athen gewählt worden und von 1962 an war er Präsident der Akademie. 
Die meisten seiner Werke sind von der Natur inspiriert. Viele seiner Bilder finden sich in der Nationalgalerie Griechenlands in Athen und der Städtischen Galerie von Patra. 1996 ehrte ihn die Stadt Patra mit einer großen Retrospektive. Eines seiner bekanntesten Werke ist das Ölbild „Der Beginn des Herbstes“.